# US Orléans Loiret Judo
Der Union Sportive Orléans Loiret Judo oder USO Loiret Judo Jujitsu ist ein französischer Judo- und Jiu-Jitsu-Verein mit Sitz in Orléans im Département Loiret in der Region Centre.

## Geschichte
Im Juli 1978 fusionierten der Central Judo Club Orléanais und die Union Sportive Orléans zur USO Judo.

## Dojos
Der Verein verfügt über sechs Dojos, die über die Stadt Orléans verteilt sind:
- Jean-Claude Rousseau: Rue Fernand Pelloutier
- Sportpalast: Rue Eugène Vignat
- Jean Jaurès: Boulevard Jean Jaurès (Eisbahn)
- Dauphine: Avenue Alain Savary
- CAF: Rue du Pot d'Argent
- Dojo der Quelle: Rue Alain Fournier

## Bekannte Judokas
- Gerard Gainier
- Guy Delvingt
- Marc Alexandre (* 1959)
- Fabien Canu (* 1960)
- Laurent del Colombo
- Dominique Brun
- Cathy Arnaud
- Jerome Dreyfus
- Vincenzo Carabetta
- Stéphane Traineau (* 1966)
  - Bronzemedaillengewinner bei den Olympischen Spielen 1996
  - Bronzemedaillengewinner bei den Olympischen Spielen 2000
- Daniel Fernandes
- Anthony Rodriguez
  - Vizeweltmeister 2007
- Audrey La Rizza
  - Junioren-Weltmeisterin 2000
- Frédérique Jossinet (* 1975)
  - Vizemeisterin der Olympischen Spiele 2004
- Céline Lebrun (* 1976)
  - Weltmeisterin 2001
  - Vizemeisterin bei den Olympischen Spielen 2000
- Ugo Legrand
  - Bronzemedaillengewinner bei den Olympischen Spielen 2012
- Autumn Pavia
  - Bronzemedaillengewinnerin bei den Olympischen Spielen 2012
- Romain Buffett
- Hélène Recveaux
  - 3. Weltmeisterschaft 2017
- Audrey Tcheuméo
  - Vizemeisterin bei den Olympischen Spielen 2016
  - Bronzemedaillengewinnerin bei den Olympischen Spielen 2012
- Julia Tolofua
- Eva Bisseni
  - zweifache Europamedaillengewinnerin im Judo (2002 und 2004)
  - Europameisterin im Jujitsu
  - Weltmeisterin im Jujitsu
- Priscilla Gneto
- Astrid Gnéto
- Margaux Pinot

## Erfolge der Mannschaften

### Champions League
- Männer[2]:
  - Meister: 1985, 1986, 1987, 1989, 1990
  - Finalist: 1996
  - Dritte:
- Frauen:
  - Meister: 2000, 2001, 2005, 2007, 2008, 2022
  - Finalist: 2003, 2010
  - Drittens: 1997, 2006, 2009

### Europe League
- Frauen:
  - Meister: 2019[3]

### Französischer Vereinsmeister
- Männer:
  - Zweiter 2007
  - 3. Platz in den Jahren 2005, 2013 und 2014
  - 5. im Jahr 2006
- Frauen:
  - Meister 2005, 2006 und 2008
  - Vizemeister 2009
  - 3. Platz in den Jahren 2018, 2019 und 2020
  - 5. im Jahr 2021 und 2022

## Organisierte Veranstaltungen
- Champions League (Frauen): 2001, 2003, 2005, 2007, 2009 und 2010
- Die Herren der Spiele: 2013, 2020